# Молодой Туд
Молодой Туд — село в Оленинском районе Тверской области России, один из крупнейших населенных пунктов Оленинского района (в 1997 году — 442 хозяйства, 1059 жителей), административный центр Молодотудского сельского поселения до момента образования Оленинского муниципального округа 29.12.2019 г.. С 01.01.2021 года — центр Молодотудского территориального управления Оленинского муниципального округа.

## География
Село расположено на берегу реки Тудовка в 62 км на северо-запад от Ржева.

## История
Село возникло в конце XIV века на левом берегу речки Тудовка. В 1477—1607 годах носило название Спасское. После 1607 года здесь было литовское укрепление. В 1613 году, после окончания Смуты, село было переименовано в Молодой Туд. В XVIII—XIX веках Молодой Туд — крупное промысловое село. С 1689 до 1917 года село было во владении Бориса Петровича Шереметьева и его потомков. Вместе с тем частью села с 1782 по 1858 год владели представители графской фамилии Паниных.
В 1859 году во владельческом селе Молодой Туд Ржевского уезда 49 дворов, 332 жителеля. В селе имелась каменная церковь Преображения Господня, которая была разрушена в Великую Отечественную войну. Церковь была восстановлена в виде деревянной постройки в конце XX века.
На правом берегу Тудовки располагалось ещё одно село — Васильевское (сейчас это часть Молодого Туда). Его владельцами являлись Долгорукие, бывшие в родстве с Шереметьевыми. Сохранилась усадьба: главный дом, дом управляющего, два жилых флигеля, богадельня, четыре хозпостройки, каретный сарай, парк с прудом, фонтан.
В 1874 году была построена первая земская школа, а в 1880 году первая больница.
В ноябре 1918 года подавлено войсками вооружённое выступление местных крестьян против продовольственной политики советской власти.
В 1931 году в селе был организован колхоз «Молодотудский» и построен завод по переработке льна.
В 1936—1958 годах село Молодой Туд — центр Молодотудского района Калининской области, который включал части современных Оленинского, Ржевского, Селижаровского и Нелидовского районов.
С началом Великой Отечественной войны в Молодом Туде был сформирован партизанский отряд (командир Кукушкин Афанасий Никитич, комиссар Лошкарев Иван Николаевич).
8 октября 1941 село оккупировано фашистскими войсками, а в марте 1943 года при отступлении полностью уничтожено ими. В первые послевоенные годы село отстроено заново.
С 1959 село — центральная усадьба совхоза «Молодотудский».

## Население
| 1859 | 1883 | 1939  | 1992  | 2002 | 2008 | 2010 |
| ---- | ---- | ----- | ----- | ---- | ---- | ---- |
| 332  | ↘276 | ↗2455 | ↘1485 | ↘927 | ↘886 | ↘736 |

## Инфраструктура
В селе имеются средняя общеобразовательная школа, торговое объединение, библиотека, дом престарелых.

## Достопримечательности
В селе имеется деревянная Церковь Спаса Преображения (2008), 2 братские могилы погибших в годы Великой Отечественной войны с общим количеством похороненных до 625 человек.
Вместе с этим из дореволюционной старины в селе присутствуют: усадьба Васильевское (Долгоруковых-Ромейко), старая мостовая и остатки моста дореволюционного времени постройки, все эти три достопримечательности находятся к югу от реки Тудовка.